# Social CRM
Social CRM es la modernización del CRM tradicional que se centra en facilitar a las empresas participar y generar valor en las redes sociales, donde se encuentran sus clientes actuales y potenciales, con el objetivo de fidelizarlos y creando relaciones de largo plazo. Este unifica en un solo repositorio todos los tipos de contacto:
- Contactos cara a cara
- Conversaciones telefónicas
- Soporte o contactos vía chat
- Contactos a través del sitio web
- Comentarios en los blogs
- Interacción en redes sociales

Como estrategia, nace del Marketing de Relaciones como nuevo paradigma dominante tanto en el contexto analógico como en el digital. En él se pretende mostrar que, para el desarrollo de estrategias y la consecución de objetivos en el mundo empresarial, es necesaria la utilización de los Medios Sociales que, en tanto herramientas, facilitan la cocreación de valor. En este sentido, se abarcan tres aspectos: Las dimensiones de los antecedentes y de los consecuentes de la calidad de la relación. En segundo lugar, las relaciones en el contexto analógico, en concreto, las relaciones con los clientes, las relaciones internas, las verticales y las horizontales. En tercer lugar, y último, se da cuenta de las relaciones en el contexto digital, abarcando temas tan novedosos como las relaciones virtuales, la experiencia web, los Medios Sociales como herramientas para gestionar las relaciones y también los antecedentes y los consecuentes de la calidad de la relación “en línea”. Esto es, una nueva filosofía basada más en una perspectiva relacional que transaccional, para gestionar las organizaciones empresariales.
"A través de los medios sociales, los usuarios de los servicios de salud preguntan, responden, orientan o plantean críticas sobre los servicios recibidos, y los motores de búsqueda como Google recopilan esas comunicaciones, cuando son públicas, y las ponen a disposición de nuevos pacientes potenciales que buscan información sobre sus dolencias, información que les podría llevar hasta el profesional, para comenzar una relación médico-paciente. Una vez terminada esa relación, o en algún punto del proceso, ese paciente puede comentar en los medios sociales su experiencia con el servicio, y así comenzar de nuevo el proceso."
"Debido a la importancia de gestionar cada vez más adecuadamente esa relación, tanto antes como después de realizarse el contacto médico-paciente, surgen una nueva disciplina y nuevas herramientas que nos ayudarán a administrar mejor las relaciones en línea, el social CRM, donde el papel de la entidad no se limita a la mera gestión de pacientes, sino que debe facilitar las experiencias sociales de colaboración y diálogo que estos valoran."

## Aplicaciones
Social CRM tiene aplicaciones en marketing, servicio al cliente y ventas, incluyendo:
- Interacción social: las herramientas de Social CRM permiten a las empresas participar mejor con sus clientes, por ejemplo, escuchando los sentimientos acerca de sus productos y servicios.
- Servicio al cliente social: La propiedades de las redes sociales están cambiando el Marketing y la Comunicación, ya que el compromiso se relaciona cada vez más con los temas del servicio al cliente entrante. En lugar de ser visto socialmente como un espacio para que las empresas puedan entregar mensajes de marketing salientes, son las consultas de clientes entrantes las que permiten puntos de compromiso significativos y la construcción de la defensa de la marca.

## El CRM tradicional
La gestión de la relación con el cliente se centra en la recopilación y gestión de datos estáticos de los clientes, como la información de compras anteriores, el historial de contactos y la demografía de los clientes. Esta información se obtiene a menudo de las interacciones por correo electrónico y teléfono, comúnmente limitadas a las interacciones directas entre la empresa y el cliente.
El Social CRM agrega una capa más profunda de información que en el CRM tradicional, mediante la adición de datos derivados de redes sociales como Facebook, Twitter, LinkedIn o cualquier otra red social, donde un usuario comparte información públicamente. El Social CRM permite a las empresas interactuar con los clientes en un entorno multi-canal (comúnmente conocido como omnichannel) y hablar con los clientes de la manera en que hablan entre sí. El Social CRM puede permitir a las empresas rastrear la influencia social de un cliente y los datos de origen de las conversaciones que ocurren fuera de lo formal, y la comunicación directa. También puede permitir mantener un historial de auditoría completa de todas las interacciones con los clientes, independientemente del canal social que elijan utilizar, disponible para todos los empleados de atención al cliente.